# Indépendance du Guyana

Drapeau du Guyana.

Situation géographique du Guyana.

L'indépendance du Guyana a lieu le 26 mai 1966, lorsque la loi sur l'indépendance de la Guyane, votée par le Parlement du Royaume-Uni, transforme la Guyane britannique en un État souverain indépendant. L'ancienne colonie prend alors le nom de Guyana.
Le Guyana subit dans les années 1950 la mouvance internationale d'indépendance. Au Guyana, cette volonté d'indépendance est le fruit de deux faits : une division ethnique interne importante entre les Indiens, Métis et Africains, ce qui empêche toute unité nationale, et une importante main mise de la Couronne sur les institutions du pays qui favorisent un climat belliqueux entre la colonie et sa métropole. Ces dissensions sont portées par un mouvement, le Parti populaire progressiste (PPP), mené par Cheddi Jagan. Ce parti est multiracial et regroupe toutes les communautés du pays. Son appartenance aux idées communistes est très fortement revendiquée du fait de son rapprochement avec des partis communistes comme ceux de l'URSS, de l'Inde et de la Jamaïque.
En 1953, les revendications des populations sont entendues et la Couronne décide de créer une nouvelle Constitution. Celle-ci donne pour la première fois aux Guyaniens le suffrage universel et un bicamérisme. C'est une volonté pour le Royaume-Uni de préparer le pays à son indépendance. Les premières élections législatives connaissent un grand succès et donnent au PPP un score important. Ce parti occupe dix-huit sièges sur vingt-quatre à l'Assemblée. C'est sans compter sur une importante répression armée du Royaume-Uni, qui supprime cette Constitution et démantèle le parti. 
À la suite de divisions internes du PPP, Forbes Burnham crée en 1957 le Congrès national du peuple (PNC). Arrivé au pouvoir, ce nouveau parti négocie l'indépendance du pays, qu'il obtient en 1966. Le pays devient alors un royaume du Commonwealth avec Élisabeth II comme reine du Guyana. Occupant le poste de Premier ministre pendant cette période, Forbes Burnham instaure en 1970 une république dite « coopérative », même si le Guyana continue de faire partie du Commonwealth. À la suite de la proclamation de la république, le pays connaît d'importants bouleversements, notamment économiques. Le régime communiste ne fonctionne pas et plonge le pays dans une importante crise économique et le pouvoir devient autoritaire. De plus, par ses positions politiques, le pays s'éloigne du bloc de l'Ouest et, notamment, se trouve en conflit avec son ancienne métropole,.

## Volonté d'indépendance

### Colonie de la Couronne
Dans les années 1950, une mouvance internationale d'indépendance se crée, cette volonté d'indépendance étant marquée par le climat belliqueux qui naît entre les blocs soviétique et américain. Ce deux pôles prônent des idéologies communistes et capitalistes très différentes. L'idéologie communiste accélère notamment l'indépendance de certains pays colonisés, dans une volonté de s'émanciper du système capitaliste et de l'emprise des Européens. Cette succession d'éléments extérieurs influe sur l'accélération de l'indépendance de la Guyane britannique. Le climat intérieur, qui dirige le pays vers des tendances communistes à but indépendantiste, est également acteur de cette émancipation. 
En 1815, trois colonies hollandaises, Essequibo, Berbice et Démérara, sont cédées au Royaume-Uni. Ces colonies vont garder des administrations distinctes jusqu'en 1831, année où elles sont rassemblées en une seule colonie : la Guyane britannique. Seule colonie de l'Empire britannique en Amérique du Sud, elle devient un État indépendant en 1966 sous le nom de Guyana, en qualité de royaume du Commonwealth.

#### Évolution du système institutionnel du pays
Le système administratif hollandais est conservé temporairement. Un gouverneur et une Court of Policy possèdent les pouvoirs exécutifs. La Court of Policy  est composée de huit membres, dont quatre représentants sont des planteurs, élus par un collège restreint dit des « Kiesers », et quatre autres membres sont nommés. Six autres membres s'ajoutent à cette assemblée, toutes les fois où il faut traiter des mesures fiscales où financières ; cette assemblée élargie s'appelle alors le Combined Court (en). Une large majorité des membres sont élus au suffrage censitaire. Ce système fonctionne jusqu'en 1834, également la date de l'abolition de l'esclavage dans le pays. Cette assemblée ne siège qu'occasionnellement, et elle retarde l'instauration d'un nouveau système politique et institutionnel instauré par la Couronne. C'est notamment à la suite d'un rapport de l'inspection médicale défavorable aux planteurs que des modifications s'opèrent dans la Constitution. Les représentants élus protestent contre cette inspection durant plusieurs mois et refusent de siéger à la Court of Policy. Cela bloque toutes procédures et de cette façon, en 1891, est mis en place une réforme. Cette réforme prévoit l'abolition du collège des Kiesers, l'instauration du scrutin direct, l'abaissement du Cens ainsi que la réduction de la durée de la législature, qui passe de sept à cinq ans. Ses mesures sont mises en place dans le but d'affaiblir le pouvoir de l'Assemblée au profit d'un Conseil exécutif. De cette manière, la Couronne britannique possède une plus vaste main mise sur la politique de sa colonie,.
En 1927, une commission ad hoc abolit l'Assemblée afin de créer un nouveau Conseil législatif, dont les membres sont cette fois nommés. Cette réforme met la Guyane britannique au même régime que les autres colonies de la Couronne. Cette même année, la Guyane britannique adopte officiellement le statut de « colonie de la Couronne ».
Cette réforme institutionnelle, c'est-à-dire la nomination des membres de l'Assemblée, est très mal accueillie. Dans l'ancien système, les assemblées élisaient des membres de la classe moyenne, des Portugais et des métis par exemple. C'était l'occasion pour ces membres de se voir confier des responsabilités politiques et ainsi d'accéder à des positions sociales plus importantes. Ce nouveau système est le témoin d'une main mise très importante du Royaume-Uni sur la politique et sur les institutions de la Guyane britannique.

#### Divisions internes
Par ailleurs, le pays connaît déjà des divisions internes par ses différentes communautés : Métis, Indiens, Chinois, Africains. Elles ont des tempéraments et intérêts qui divergent beaucoup. De cela naît un fort esprit d'opposition et ne donne aucune unité nationale au pays. C'est dans un climat interne très délicat socialement que la Guyane britannique évolue au sein de l'Empire britannique.

### Création du PPP

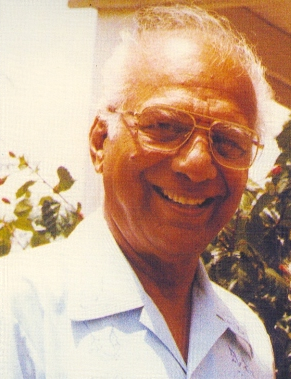
Cheddi Jagan, chef du PPP.

Le Parti populaire progressiste (PPP) est fondé en 1949 par un jeune dentiste d'une trentaine d'années formé aux États-Unis, le docteur Cheddi Jagan, de souche Hindoue. Le pays traverse dans les années 1940 une crise interne, la politique du Royaume-Uni sur le pays est de plus en plus oppressante et les différentes communautés ont besoin d'être guidées par une même voix. Ce climat est très favorable à l'implantation du PPP. Cheddi Jagan s'efforce dans un premier temps de réconcilier le pays en se présentant comme un parti multiracial. En effet, avant l'arrivée du PPP, chacune des communautés possède un mouvement politique qui défend ses intérêts spécifiques. Ainsi, ces mouvements politiques s'opposent les uns aux autres. Cheddi Jagan veut réconcilier le pays mais son parti a également pour objectif l'indépendance de la Guyane britannique. Le PPP s'inspire du Parti progressiste constitué aux États-Unis par Wallace et Robeson, afin de combattre la politique de guerre froide des États-Unis. Le PPP s'inspire également du Parti national du peuple, le parti de Michael Manley en Jamaïque. Le Parti populaire progressiste apparaît dans le contexte de la guerre froide et est fortement sympathisant du camp soviétique dès ses débuts. L'émergence de ce parti est important en Guyane britannique, d'autant plus à la suite des élections législatives de 1953. Cette victoire inquiète très fortement la Couronne, qui a une réaction très brutale. Nul doute sous la pression américaine, Londres envoie des forces armées sur place,,.

### Le tournant de l'année 1953
L'année 1953 est marquée par deux événements importants politiquement. 

#### Constitution de 1953
L'année 1953 est marquée par la mise en place d'une nouvelle Constitution plus libérale par le gouvernement de Winston Churchill. Cette Constitution introduit pour la première fois le suffrage universel et prévoit également un système bicaméral. Ce système bicaméral est composé d'une Assemblée et d'un Conseil d'État. C'est la première fois dans l'histoire de cette colonie que les deux pouvoirs, exécutif et législatif, sont distincts d'un de l'autre. Le pouvoir exécutif correspond au Conseil des ministres qui se réunit sous la présidence du gouverneur. Ce dernier a une voix prépondérante mais perd sa prérogative de vote. Trois grands officiers de la Couronne exercent également le pouvoir exécutif : un secrétaire colonial, un chef de l'administration et un secrétaire financier du procureur général, ainsi que des fonctionnaires issus de la chambre haute ou du Conseil législatif. Le pouvoir législatif comporte une chambre de vingt-quatre membres élus au suffrage universel. Cette Constitution a pour but de permettre l'exercice d'un certain degré de démocratie  par la population guyanienne (sous la direction des hauts officiers de la Couronne) et d'accéder progressivement à l'autonomie interne dans le cadre du Commonwealth, tout comme d'autres colonies britanniques comme la Jamaïque ou encore Trinidad. Par ailleurs, cette Constitution est la dernière étape imaginable avant l'autonomie interne. Le gouverneur est obligé, sauf cas exceptionnel, de consulter le Conseil d'État avant de prendre des décisions. Il est important de rappeler que, même avec une nouvelle Constitution, la Couronne conserve sa main mise sur la politique guyanienne car le gouverneur est choisi par le pouvoir britannique et nommé par la reine. Cette nouvelle Constitution débouche sur de nouvelles élections législatives qui ont lieu la même année,.

#### Élections législatives de 1953

Drapeau du PPP.

Les élections législatives constituent le deuxième événement important de l'année 1953. En effet, ces élections sont marquées par l'important score du Parti populaire progressiste qui obtient 51 % des voix, soit dix-huit sièges sur vingt-quatre à l'Assemblée. Ces élections sont les premières au suffrage universel et rencontrent un réel succès, avec une participation de 74,8 % de votants. À l'issue de ce scrutin, le PPP obtient six ministères ; Cheddi Jagan devient ministre de l'Agriculture, puis est élu président de l'Assemblée. Le PPP détient également six sièges sur dix au Conseil d'État. Cette importante victoire du Parti populaire progressiste témoigne de la volonté des Guyaniens d'accéder à l'indépendance.

### Intervention de la Couronne
À la suite de la victoire du PPP, la décision est prise d'envoyer de toute urgence une force militaire et navale en Guyane britannique « en vue de préserver la paix et la sécurité de toutes les classes », selon le Bureau des Colonies. Sur place, les autorités britanniques poursuivent une politique de répression importante. Par exemple, les organisations annexes au PPP telles que la Ligue des jeunes pionniers ou le Comité de la paix sont déclarées illégales. En mai 1954, la police ferme le siège central du PPP à Georgetown. Le chef du parti, Cheddi Jagan, est limité dans ses déplacements puis est condamné à six mois de prison avec travaux forcés. Pour le Royaume-Uni, ce parti veut uniquement accéder au pouvoir pour instaurer un État communiste et est à l'origine de nombreux incidents. Par exemple, la Couronne reproche au chef du PPP en fonction d'abus de droit de nomination au Conseil d'État et à l'Assemblée, ou encore de saper le loyalisme de la police et de tenter de s'emparer du contrôle des services publics. Selon le journaliste conservateur britannique Ivor Bulmer-Thomas, Cheddi Jagan et ses ministres aurait mis au point un plan afin d'incendier les immeubles et résidences d'Européens influents et de membres du gouvernement.
Face à cette situation, le gouvernement britannique suspend la Constitution de 1953 et prive les ministres de leurs pouvoirs. En attendant un arrêté du Conseil d'État sur la Constitution, des mesures sont prises afin que le gouverneur ne soit plus obligé d'agir sur ordre du Conseil exécutif, mais librement. L'action du gouvernement britannique est perçue comme un soulagement par le Parlement britannique. Cette répression qui dure de 1953 à 1955 n'endigue pas le Parti populaire progressiste pour autant. Les États-Unis font pression sur le Royaume-Uni pour intervenir militairement[réf. nécessaire]. Cette pression incite le gouvernement britannique à agir de manière très répressive. Les États-Unis s'intéressent en effet au Guyana depuis 1940, et ont manifesté leur intérêt politique et militaire pour le pays. Pendant la Seconde Guerre mondiale, le gouvernement britannique a autorisé les Américains à établir une base navale sur le fleuve Essequibo et une base aérienne à Atkinson Field, à Timehri. Depuis que le PPP a gagné les élections législatives, les États-Unis sont très attentifs à ce qui se passe dans le pays. En effet, si le pays prend son entière indépendance, les installations militaires américaines seraient inaccessibles.

## Vers l'indépendance

### Une mouvance hindouiste à l'origine de l'indépendance
Le PPP est important dans l'histoire de la Guyane britannique car il unit les différentes communautés vers lui avec un objectif commun : l'indépendance. Malgré une forte répression des Britanniques sur les chefs et les différents organismes du PPP, le mécanisme d'indépendance est mis en place. Cette transition par étape va prendre quelques années et quelques influences, notamment communistes.
Le Parti populaire progressiste est sans nul doute le parti des Indiens. Cette communauté est unie par une solidarité raciale malgré ses différences de fortune. Venus pour remplacer les esclaves noirs affranchis au milieu du XIXe siècle, ils sont restés dans leur condition de paysans et d'une manière misérable. De plus, les Britanniques se sont plus préoccupés d'en faire de bons agriculteurs ou de bons ouvriers qualifiés, que d'en faire des citoyens avertis de leurs devoirs.
Ces hindous s'identifient très bien avec le nationalisme que l'on observe s'éveiller chez les peuples coloniaux. En effet, l'accession à l'indépendance de l'Inde en 1947 a stimulé chez eux l'éveil d'un sentiment national. Cela s'observe notamment par le fait qu'ils fêtent l'anniversaire de l'indépendance de l'Inde habillés de blanc et coiffés d'un calot blanc, les femmes drapées de saris. Les campagnes de la Guyane britannique sont aux couleurs de l'Inde et les fêtes hindoues font voyager dans les faubourgs de Bombay. Ce sentiment nationaliste refait surface dans les années 1950. C'est aussi un regain de la religion musulmane et hindoue en Guyane britannique qui est conducteur de cette volonté d'indépendance, notamment mené par le PPP,.

### Divisions politiques internes

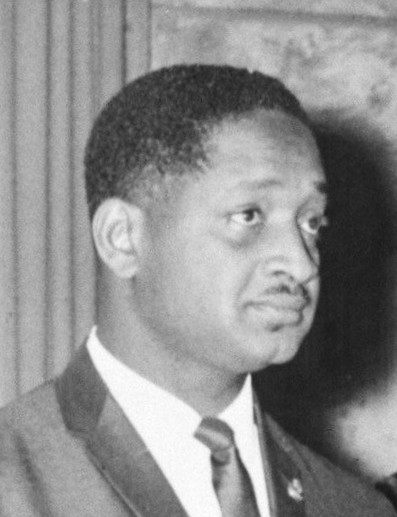
Forbes Burnham, dirigeant du PNC.

Cheddi Jagan est ministre en chef jusqu'en 1961, mais le pouvoir réel reste entre les mains du gouverneur, nommé par le Royaume-Uni. Comme il l'écrit, le PPP est en charge mais non au pouvoir. Constitutionnellement, les ministres ne sont que des conseillers du gouverneur. Cheddi Jagan est ministre du Commerce et de l'Industrie. Forbes Burnham est le porte-parole des citoyens d'origine africaine. En août 1961, de nouvelles élections ont lieu et le pays connaît une nouvelle évolution institutionnelle vers l'autonomie. Trois partis s'affrontent, le Parti populaire progressiste (PPP) de Cheddi Jagan, le Congrès national du peuple de Forbes Burnham, et La Force unie de Peter d'Aguiar. En 1961, le PPP obtient vingt sièges, le PNC onze sièges, et La Force unie quatre sièges.
L'objectif de Cheddi Jagan demeure l'indépendance. La puissance coloniale britannique paraît prête à l'accorder, suivant un certain délai. Un accord est obtenu pour la tenue d'une conférence en mai 1962 afin d'étudier les conditions de l'accession de la Guyane britannique à son indépendance. Finalement, la conférence s'ouvre en octobre 1962, puis est interrompue pour ne reprendre qu'en octobre 1963. Le processus d'évolution institutionnelle est affecté par les troubles qui affaiblissent l'autorité de Cheddi Jagan.
En 1962, la politique fiscale du gouvernement est mise en cause. Cette politique consiste à réaliser un plan d'épargne en prélevant 100 dollars guyaniens par mois sur les revenus et les profits ; les sommes prélevées par le gouvernement donnent lieu à des bons portant 3,75 % d'intérêt. Cette politique suscite l'opposition de Forbes Burnham et de Peter d'Aguiar. Des manifestations sont organisées en février 1962 à Georgetown avec comme mot d'ordre : « Axe the tax, slavery if Jagan get independence ». Ces incidents prennent une tournure d'une extrême gravité avec des incendies, pillages, le meurtre d'un policier, et plusieurs manifestants tués. Une grève générale démarre le 18 avril 1963 et dure 80 jours. Elle est provoquée par le Labour Relation Rule. Les désordres sont tels que Cheddi Jagan est obligé de demander l'intervention des troupes britanniques. La grève ne s'arrête que le 6 juillet. En 1964, une nouvelle crise sociale éclate avec la grève du Guyana Workers Union, qui demeure le seul syndicat reconnu. Cette grève entraîne de graves troubles à connotations raciales et 176 personnes sont tuées. Le gouverneur britannique assume le pouvoir exécutif.
Des élections législatives se tiennent en décembre 1964 sur la base de la proportionnelle. Le PPP obtient 45,8 % des voix, soit vingt-quatre sièges, le PNC 40,5 %, soit vingt-deux sièges, et La Force unie 12,4 % des voix, soit sept sièges. Le gouvernement est dirigé par Forbes Burnham, qui n'hésite pas à s'allier avec La Force unie de Peter d'Aguiar. Forbes Burnham négocie à Londres l'indépendance de la Guyane britannique, qui est proclamée le 26 mai 1966, après le vote de la loi sur l'indépendance de la Guyane par le Parlement du Royaume-Uni, adoptée le 12 mai.

## Après l'indépendance

### Direction politique du nouvel État

Drapeau du Congrès national du peuple.

Le Guyana accède à l'indépendance dans un contexte international et interne particulier. Des divisions sociales, ethniques et politiques se font ressentir, ce qui crée d'importants changements notamment par de nouvelles directions politiques, économiques et diplomatiques. Ces nouvelles politiques  affectent les relations entre le Guyana et son ancienne métropole, le Royaume-Uni.
Le Guyana connaît après son indépendance des évolutions institutionnelles. Ayant obtenu son indépendance en qualité de royaume du Commonwealth, le pays a conservé comme chef d'État la reine Élisabeth II, qui porte désormais le titre distinct de reine du Guyana. La reine est représentée dans le pays par un gouverneur général, nommé par elle sur l'avis de son Premier ministre guyanien. En effet, depuis la loi de 1966 sur l'indépendance de la Guyane, le gouvernement du Royaume-Uni ne peut plus intervenir sur les questions relatives au Guyana. Le gouverneur général exerce la quasi-totalité des pouvoirs constitutionnels du monarque. Trois gouverneurs généraux se succèdent durant cette période : Richard Luyt (en) en 1966, David Rose de 1966 à 1969, puis Edward Luckhoo de 1969 à 1970.
Le 23 février 1970, le Guyana devient une république « coopérative ». La république coopérative avait été définie précédemment par Forbes Burnham dans un discours prononcé lors d'une conférence régionale du PNC le 24 août 1969. Au travers de cette coopérative, il y a la volonté que l'homme humble puisse posséder une part des grandes entreprises. Dans cette république, Forbes Burnham ne veut plus que sa population soit faite de tireurs d'eau et de travailleurs forestiers. C'est un système qui se présente différemment des mouvements coopératifs dans les pays capitalistes ou des systèmes socialistes des pays de l'Europe de l'Est, car dans ces cas, le pouvoir appartient à des capitalistes ou à des dirigeants du Parti communiste. Forbes Burnham veut davantage concurrencer l'entreprise privée.
Le Guyana est une république mais fait toujours partie du Commonwealth, et il est doté d'un président au pouvoir plutôt honorifique. Il s'agit dans un premier temps d'Edward Luckhoo, ancien gouverneur général, puis d'Arthur Chung, un homme d'origine chinoise. Puis, lors d'une nouvelle étape en octobre 1980, est promulguée une Constitution comportant 232 articles, élaborée par une assemblée constituante en 1978.

### Gouvernement autoritaire de Burnham
Forbes Burnham passe avant 1966 pour un anticommuniste face à Cheddi Jagan. Mais depuis, Burnham s'est rapproché de Cuba et de l'Union soviétique, deux pays ayant des ambassades dans la capitale du Guyana, Georgetown. En ce qui concerne l'organisation des pouvoirs publics, la Constitution rompt avec le système de Westminster. Le chef de l'État, le président, chef de la majorité parlementaire, détient effectivement le pouvoir exécutif. C'est lui qui désigne le Cabinet, même s'il y a un Premier ministre. Une Assemblée nationale est élue au suffrage universel, elle comprend 53 membres élus pour cinq ans. À ces cinquante-trois membres s'ajoutent douze membres représentant les régions. Cette nouvelle Constitution prévoit deux organes originaux : 
- Le Congrès national des organes démocratiques locaux, représentant les intérêts des dix régions ;
- Le Congrès suprême du peuple, constitué des membres de l'Assemblée nationale et des membres du Congrès national des organes démocratiques locaux. Cet organe a un rôle plus consultatif que délibératif.

Forbes Burnham devient président en même temps que la promulgation de la Constitution en 1980. Il le reste jusqu'à sa mort en août 1985. Son parti, le PNC, remporte les élections de 1980 avec 77 % des suffrages, non sans accusations de fraude de la part des dirigeants de l'opposition, le PPP de Cheddi Jagan. Les pratiques électorales exercées par le PNC sont douteuses et s'accompagnent d'une politique de restrictions des libertés, notamment en 1981, quand les dirigeants de l'opposition sont arrêtés et poursuivis en justice. Le régime de Forbes Burnham évolue vers une forme d'autoritarisme.

### Politique économique de nationalisation
L'orientation de ce nouvel État est socialiste. Cette orientation est affirmée par le pays, qui se dit en transition du capitalisme vers le socialisme. Par exemple, l'économie se développe en accord avec les lois économiques du socialisme[Lesquelles ?] ou encore, la planification de l'économie nationale sur le principe de base du développement et de la gestion de l'économie. De 1971 à 1976, le gouvernement nationalise presque toutes les sociétés étrangères, faisant passer sous le contrôle de l'État 80 % de l'économie. Par la même occasion sont nationalisées cinq banques, trois compagnies d'exploitation de la bauxite et toutes les sociétés sucrières. Cette politique favorise l'émergence d'une bureaucratie chargée de gérer les entreprises nationalisées. Cette politique économique est fondée sur un arrière-plan de revanche ethnique. Elle suscite des difficultés : le prix des denrées d'exploitation fléchissent alors que le prix du pétrole, dont le Guyana est importateur, augmente. Ces difficultés économiques ont comme conséquences la raréfaction des denrées de première nécessité et des difficultés en matière de fourniture et d'eau potable. Le chômage et le marché noir se développent et, en dépit de son orientation, le régime doit faire face à des grèves en 1984. En décembre, Forbes Burnham est amené à concéder une augmentation des salaires minimum quotidiens, la première augmentation depuis 1979. Avec cette politique, copiée sur le modèle soviétique, le pays bascule vers l'autoritarisme.

### Des conséquences diplomatiques
Au niveau international, le globe est plongé dans la guerre froide. Le Guyana exprime ouvertement son allégeance au bloc soviétique en pactisant avec l'URSS, la Jamaïque, l'Inde, etc. Ces rapprochements et la politique autoritaire menée par Forbes Burnham affectent les relations avec les États-Unis et le Royaume-Uni, pays qui sont directement ou indirectement bailleurs de fonds. L'invasion de la Grenade par les forces armées américaines est condamnée par les dirigeants guyaniens, et inversement, le Guyana refuse de condamner la destruction d'un boeing sud-coréen par l'aviation soviétique en 1983. Les attitudes du Guyana ne sont pas de nature à susciter la compréhension américaine. Le rapprochement avec le bloc de l'Est est notamment palpable lorsqu'en août 1985, Forbes Burnham meurt des suites d'une opération et que son corps est envoyé en Union soviétique pour y être momifié gratuitement. Il s'agit là d'un ultime acte d'allégeance au camp socialiste,.

#### Ouvrages
- (fr + en) Jacques Adélaïde-Merlande, Histoire contemporaine de la Caraïbe et des Guyanes, Paris, Karthala, 2002.
- Jean-Paul Barbiche, les Antilles britanniques, Paris, L'Harmattan, 1989.
- Ivor Bulmer-Thomas, Empire Britannique, Bruxelles, Institut de Sociologie de l'université de Bruxelles, 2015.
- Jean-Claude Giacottino, Les Guyanes, Paris, PUF, 1984.
- (en) Ishmael Odeen, The Guyana Story, États-Unis, Xlibris, 2014.

#### Article
- Jacques Legray, « En Guyane britannique », Revue des Deux Mondes,‎ 15 novembre 1953, p. 313-324 (lire en ligne).